# Norma Bessouet
Norma Bessouet (Buenos Aires, 15 de octubre de 1940-11 de junio de 2018) fue una pintora, dibujante y grabadista argentina ganadora del Gran Premio del "Salón Nacional Argentino" de 1970. Pintora de tendencia surrealista y simbolista que utiliza técnicas renacentistas. 
 Su obra tiene puntos de contacto con otras pintoras de Latinoamérica del Realismo mágico como Leonor Fini, Remedios Varo y Leonora Carrington.

## Biografía
Estudió en la Escuela Nacional de Bellas Artes Prilidiano Pueyrredón  en Buenos Aires entre 1962-67. A menudo citó a Aída Carballo como gran influencia.
Ganadora de una beca del British Council  realizó estudios de perfeccionamiento en  The Slade School of Fine Arts (University College London), en Florencia  (Italia) y en la Columbia University de la ciudad de Nueva York.
Exhibe regularmente en Boston, Nueva York y Buenos Aires, donde en 1999 se realizó una retrospectiva de su obra en el Museo Nacional de Bellas Artes (Argentina).
Ha exhibido en el Museo de Bellas Artes de Caracas (Venezuela), en el Museo de Arte de San Pablo (Brasil) y en las Salas Nacionales de Buenos Aires.
Recibió el Gran Premio de Honor en dibujo en 1971 del Salón Nacional de Buenos Aires, Argentina y fue merecedora de la Beca Pollock-Krassner en dos oportunidades.
Sus obras figuran en colecciones privadas de Argentina, Europa y Estados Unidos, públicas y en museos como el Museo de Arte Contemporáneo de Caracas y el MOMA de Nueva York.
Ha residido en Argentina, España, Italia, vivió en Nueva York entre 1981 y 2015 cuando regresó a Buenos Aires definitivamente.

## Premios y becas obtenidos
- 2002 Residencia en Sanskriti Pratishthan, Nueva Delhi, India.

- 1991 Grant from The Pollock-Krassner Foundation.

- 1989 Grant from The Pollock-Krassner Foundation.

- 1988 Award of Excellence, Drawing, National Works on Paper Competition, Nassau Community College, Nueva York, Estados Unidos.

- 1986 Edition Purchase Award, Lithography, Cartón de Venezuela, Caracas, Venezuela.

- 1984 Ralph Fabrie Award, Dibujo, National Academy of Design, Nueva York.

- 1983 Mención de Honor (Dibujo) , Bienal Internacional de Dibujo, Maldonado, Uruguay.

- 1981 Fellowship, Spanish and North American Committee Research in sculptural technique, Columbia University, Nueva York, Estados Unidos.

- 1980 Fellowship, "New Expressive Forms," Escultura, Ministerio de Cultura, España.

- 1977 Mención de honor en pintura, Bienal de Puerto Príncipe, Málaga, España.

- 1975 Primer premio en dibujo, International Drawing Biennal of Sports in Fine Arts, Barcelona, España.

- 1972 Fellowship by The British Council, The Slade School of Fine Arts, University College, Londres, Inglaterra.

- 1971 Gran Premio de Honor en dibujo, Salón Nacional, Buenos Aires, Argentina.

- 1970 Premio medalla de oro en dibujo, Salón Nacional de San Miguel de Tucumán, Argentina.

- 1970 Primer premio en dibujo, Salón Nacional Buenos Aires, Argentina.

## Monografías
- Caleb, Bac: An artist’s License to a Child’s Dream. AMERICAS, agosto de 2006, Washington D. C. .

- Garsd, Marta:  “Hide-and-Seek, Looking for “Woman” in the work of Norma Bessouet”. Women's Art Journal , primavera-verano de 1992. Filadelfia, Estados Unidos.

## Ensayos dedicados a su obra en catálogos
- Donald Kuspit,  Norma Bessouet’s Dream World A Bewitching Self in Enchanted Space, Arden Gallery Boston 2004.

- Jorge Glusberg, The Vast and Rare Domains of the Art of Norma Bessouet, Museo Nacional de Bellas Artes, Buenos Aires 1999.

- Chadwick Whitney,    The World of Norma Bessouet, Museo Nacional de Bellas Artes, Buenos Aires 1999

- Chadwick Whitney, “Selvaggia and Uccello” Arden Gallery , Boston, exhibición organizada por la Universidad de Harvard  1989.

- Stringer John, “Selvaggia and Uccello”, Museu de Arte de Sao Paulo,1987 Sao Paulo , Brasil.

- Shifra M. Goldman  "Latin Americam Drawing Today", 16 de abril de 1991, San Diego Museum of Art, San Diego , California.

- Preston George Nelson, "Argentine Art,"Arch Gallery, Nueva York, mayo de 1988.

- Castellanos Gonzalo, "La Situación y la Imagen", Catálogo del Museo de Bellas Artes, Caracas 25 de octubre de 1978.

- Marco Denevi, ”Norma Bessouet”, Galería El erizo incandescente, Buenos Aires , Argentina, 1969.